# Hyktaberget
Hyktaberget är ett naturreservat i Strömsunds kommun i Jämtlands län.
Området är naturskyddat sedan 2014 och är 309 hektar stort. Reservatet omfattar de högre delarna Hyktaberget och består av små myrar och gammal granskog med inslag av björk .